# Buckhornite
La buckhornite è un minerale.